# 張碚
張碚（1940年—），后迁居美国，保钓运动人士。

## 生平
張碚學名張為人﹐1940年生於四川北碚﹐在美國遂以張碚行走於社區及朋友間。祖籍江蘇如皋﹐1962年畢業於国立台湾大学電機系﹐1965年9月來美，1966年6月在Utah州的USU取得碩士學位。定居北加州舊金山灣區﹐曾任職SBC﹑史丹福大學﹑GE﹑IBM 等公司。業余熱心公益﹐創辦博愛中文學校﹐積極參與保釣與維護抗戰歷史﹑樹華教育基金會等活動。 (updated by 張碚, to be continued)  
1995年创立美国新意教育基金会，担任董事长至今。多年来致力于海外中文教育，促进中华文化在海外传承和中美文化艺术交流。
2004年，身为世界抗日战争史实维护会秘书长、美国旧金山抗日战争史实维护会创会会长的張碚参与提出了《关于北京每年7月7日或9月18日鸣警报的建议》。
2005年﹐全球徵簽名拒日入安理會常任理事。此次活動獲得突飛猛進的成績﹐共徵集簽名4 千餘萬。 http://m.kdnet.net/share-384037.html （页面存档备份，存于） (updated by 張碚 20181228)
2009年，北加州台湾大学校友会会长張碚和美国北京大学北加州校友会会长吕小洲代表两个校友会联合表示，将通过中华人民共和国国务院侨务办公室所办的“侨爱工程”，为汶川大地震重庆市涪陵灾区重建一所中心小学。
為人﹑為民﹑為國﹑為邦 四兄弟是父親張嘉模的心願與理想﹐時值抗戰中期及勝利後的年代﹐國家百廢待舉﹐衷心致力於 為人民﹑為民族﹑為國家﹑為邦聯 欲達成中華民族偉大復興﹐民富國強﹑擠身世界強國之列也。
维护史实、追讨公道、保障和平
——记美国旧金山“抗日战争史实维护会”